# Märklin Digital
Märklin var tidigt ute med ett system för att styra modelljärnvägen digitalt. Fördelarna jämfört med analog styrning är flera:
- Tågen får en konstant spänning att arbeta med och kan därför ha belysningen tänd även när tåget står stilla.
- Man kan låta tågen accelerera och bromsa med fördröjning, så att det ser mer realistiskt ut.
- Man kan köra flera tåg samtidigt utan att dela upp anläggningen i strömkretsar.
- Flera tillbehör kan styras individuellt via samma ledning. Det minskar antalet ledningar i anläggningen.
- Man kan koppla in en dator för att köra mer eller mindre automatiskt, övervaka signalernas läge och hindra kollisioner.

## Märklin/Motorolasystemet (Märklin Digital)
Den första digitala centralenheten (6020) för det här systemet kom 1984, och hade inga reglage, utan var bara en centralenhet med inbyggd booster. För att köra tågen måste man komplettera med en kontrollenhet "Control 80" (6035) som hade knappsats för adressval och ett körvred som påminner om en analog transformator. För växlar och tillbehör fanns "keyboard" (6040), som kan styra 16 digitala adresser. Även datorinterface fanns som en extra enhet.
Uppföljaren 6021 hade ett nyare protokoll ("Motorola II"), som även kan styra 4 funktioner förutom belysningen. Dessutom hade den körkontrollen inbyggd i centralenheten. Man kan fortfarande koppla till flera enheter för att utöka funktionaliteten. Memory (6043) var en enhet som programmerades för att styra kombinationer av växlar och tillbehör, och som kunde kopplas till s88-bussen för att använda feedback från tågen för att aktivera olika funktioner.
Protokollet innehåller 80 lokadresser (med 4 extrafunktioner i Motorola II). Dessutom finns 256 tillbehörsadresser. De första lokdekodrarna hette 6080 och användes tillsammans med allströmsmotorer. 6090-dekodrarna som kom senare användes med likströmsmotorer (även kallat högeffektsdrivning).

## Märklin Delta
Som ett litet sidospår i Märklin Digital kom systemet Delta, som är ett mycket förenklat system. Körenheten har en adressväljare med 4 adresser som illustreras av loksymboler. Hastighet och riktning styrs med transformatorn, som på ett analogt system, men Deltakontrollen omvandlar strömmen till en digitalsignal. Funktioner saknas och det finns inte heller några tillbehörsadresser. Det var därför ett nybörjarsystem. Särskilda dekodrar med beteckningen Delta producerades också, men de använder samma protokoll som Märklin Digital. 
Antal tillgängliga adresser i Delta-systemet är 15 st på dekodrarna (+ en "analog" adress för att köra analogt). 4 av adresserna kan användas med Deltakontrollen. Genom att komplettera med ett extra handreglage kan man styra en femte adress. 
En nyare version - Delta control 4f - har körkontrollen och adressväljaren inbyggda, och kopplas till en transformator utan körvred. Den har också en knapp för att tända och släcka belysningen på det valda loket. Det finns också en kraftigare variant - Delta Station - för skala 1, som förses med 1-4 handhållna enheter att köra tågen med. Efter lanseringen av Märklin /systems har startsatser med Delta ersatts av Mobile Station och programmerbara dekodrar.

## Märklin /systems

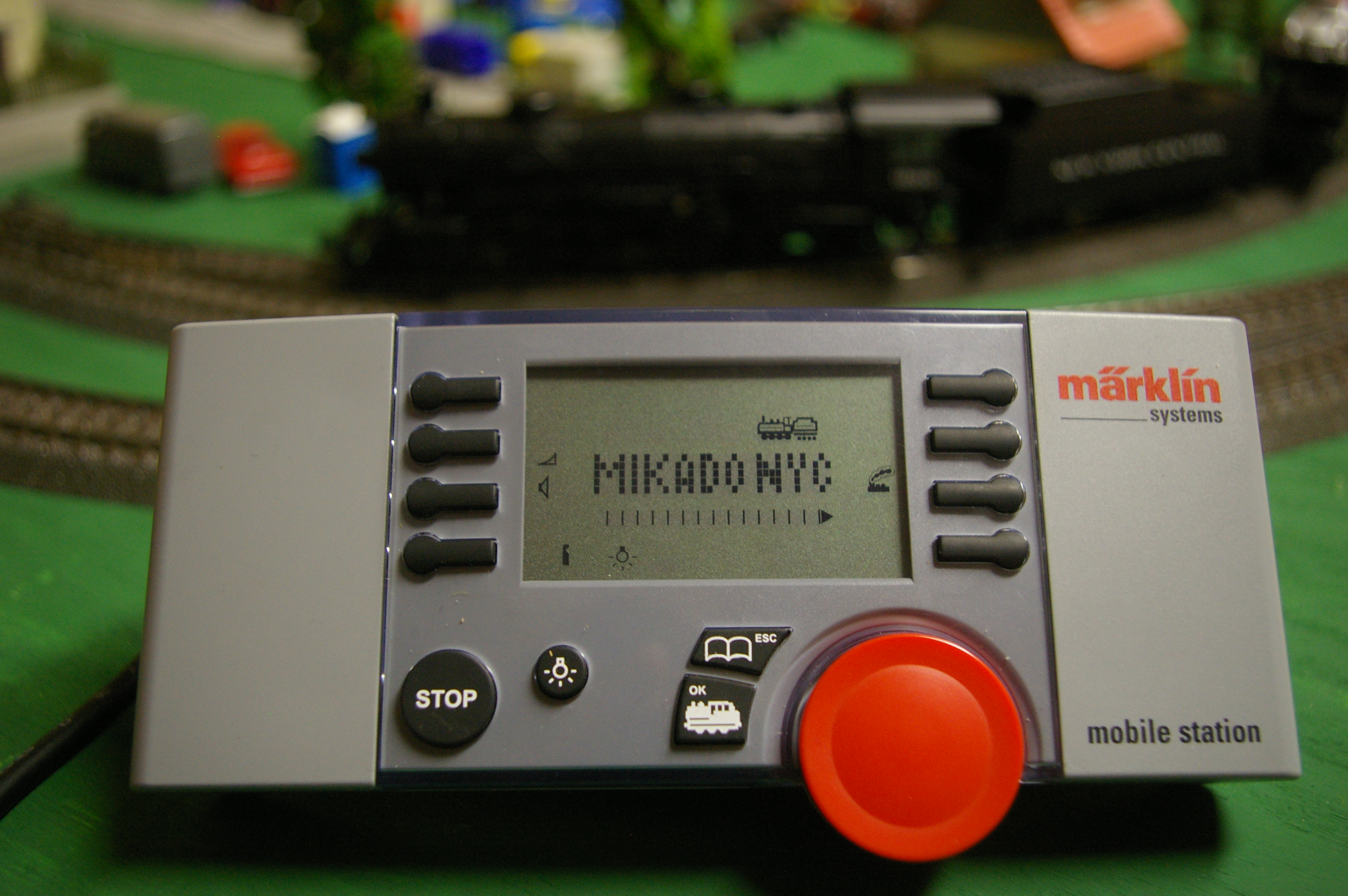
Märklin Mobile Station

Det här är tredje generationen av Märklins digitalsystem, och har en del nyheter som ska förenkla för användaren. Den enkla körkontrollen Mobile Station har ersatt Delta-systemet. Den är i sig själv en centralenhet med inbyggd booster, som dock enbart hanterar lokadresser, men kan också användas som extra körkontroll åt en annan centralenhet. Central Station är den stora centralenheten, som ska ha alla funktioner inbyggda. 
Märklin /systems innehåller ett nytt protokoll för kommunikation mellan digitalcentral och dekodrar. Enheterna stöder även det tidigare Märklin/Motorola-protokollet. Teoretiskt har man tillgång till drygt 16000 adresser, som kan användas för lok- eller tillbehörsdekodrar. Varje lokadress kan ha upp till 16 funktioner. En nyhet med /systems är också att mfx-dekodrarna, som ingår i konceptet, kan kommunicera med centralenheten och själva ange lokbeteckning och tillgängliga funktioner - samt komma överens med centralen om en adress som ska användas. På det sättet kan man i Mobile Station eller Central Station se symboler i displayen som motsvarar lokets funktioner. Man behöver heller inte memorera lokadresser, utan loken läggs in i minnet och kan väljas i en lista. Allt för att /systems ska vara lätt att använda.
En stor uppgraderingskampanj genomfördes för att åtgärda en del brister hos Central Station (artnr 60212). Bland annat fick den möjlighet till datorstyrning, anslutning för äldre Märklin Digital-enheter och för feedback från s88-dekodrar. Det var en stor och kostsam åtgärd för Märklin, eftersom samtliga enheter måste skickas tillbaka till fabriken för åtgärd, men blev nödvändigt eftersom modellen hade börjat säljas innan hela konceptet var färdigutvecklat.
Central Station tillverkades av ESU, som även har en liknande enhet under eget varumärke: ECoS.

## Märklin Digital
Under hösten 2008 introducerade Märklin en ny Central Station 2, som liknar den tidigare versionen, men bland annat har uppgraderats med färgskärm. I samband med det går man också tillbaka till beteckningen Märklin Digital. Det tidigare samarbetet med ESU har avslutats. De nyheter som introducerades i /systems finns fortfarande kvar, till exempel mfx-tekniken för att identifiera lok som finns på spåret. En nyhet är att Central Station 2 har USB-anslutning för till exempel ett USB-minne eller en mus. Även en ny Mobile Station 2 har introducerats.
Den gamla Central Station har upphört att tillverkas, men ESU som tillverkade den tog över supporten av produkten. De erbjuder också en uppgradering till den som gör att man kan få ut mer effekt och kontrollera dekodrar som följer DCC-standarden.
Central Station 2 har tillverkats med artikelnumren 60213, 60214 och 60215. 60214 var den första modellen som även styr DCC-dekodrar. 60215 har fått effekten höjd till 100 VA om man har ett sådant strömaggregat, vilket är avsett för skala 1. Även 60213 kan uppdateras så att den styr DCC-dekodrar.
Nästa generation Central Station 3 liknar 2:an men är svart till färgen. Funktionsknapparna har ersatts av knappar på touchskärmen och en snabbare processor med mera ger bättre prestanda. En uppgradering av mjukvaran som även är tillgänglig i Central Station 2 gör att mfx-protokollet har fått 32 funktioner. CS3 finns i två varianter, CS3 och CS3 Plus. Skillnaden är att den senare har en anslutning för s88-bussen och även kan användas som slavenhet/booster till en annan Central Station. CS3 kan i stället ansluta återkoppling via en s88-Link, som ansluts till systembussen. Många av de tidigare enheterna kan kopplas ihop med Central Station 3: Mobile Station av alla generationer används som extra handkontroller, Central Station 2 kan användas som extra manöverpanel och Control Unit 6021 kan kopplas till systembussen via en särskild adapter och användas för att styra lok av alla typer (även mfx och DCC) samt växlar och tillbehör om det finns ett tillkopplat tangentbord.